# Jerry Lynn
Jeremy "Jerry" Lynn (Minneapolis, 12 juni 1963) is een Amerikaans professioneel worstelaar die vooral bekend is van zijn tijd bij World Championship Wrestling, Extreme Championship Wrestling, World Wrestling Entertainment en Total Nonstop Action Wrestling.

## Professioneel worstelcarrière

### World Championship Wrestling (1995-1997)
In 1995 begon Lynn te worstelen voor de World Championship Wrestling (WCW) als de gemaskerde Mr. J.L.. Lynn vergezelde het WCW Cruiserweight-afdeling, waar hij streed tegen Mexicaanse luchadores en diverse worstelaars uit de hele wereld zoals Chris Benoit, Dean Malenko, Eddie Guerrero, Sabu, Chris Jericho en Alex Wright. Op 18 december 1995 brak Lynn zijn arm. Terwijl hij geblesseerd was, ontsloeg Eric Bischoff hem van WCW.

### Extreme Championship Wrestling (1997-2001)
Na zijn vertrek bij WCW ging Lynn aan de slag bij Extreme Championship Wrestling (ECW). Lynn raakte betrokken in een feud ("vete") met Lance Storm en Mikey Whipwreck. De vete werd ingekort toen Whipwreck de ECW verliet en naar de WCW ging. Zodra de ruzie met Lance Storm werd beëindigd, werd Lynn geboekt in een wedstrijd tegen kampioen Rob Van Dam voor het ECW World Television Championship op Living Dangerously, in 1999. Op die avond verloor Lynn van Van Dam, die zijn titel behield.
Op 1 oktober 2000 veroverde Lynn het ECW World Heavyweight Championship nadat hij kampioen Justin Credible versloeg voor de titel. Op het laatste ECW-pay-per-view Guilty as Charged, in 2001, verloor Lynn de titelwedstrijd van Van Dam.

### World Wrestling Federation/Entertainment (2001-2002)
Na het faillissement van ECW in april 2001 was Lynn aangenomen door de World Wrestling Federation. Lynn maakte zijn televisiedebuut op 29 april 2001, in een aflevering van Sunday Night Heat. In zijn debuutmatch versloeg Lynn Crash Holly voor het Light Heavyweight Championship. Hij moest later de titel afstaan aan Jeff Hardy. Lynn onderging een knieoperatie, met een herstelperiode van ongeveer zes maanden. Na drie maanden herstel liep zijn contract, in november 2001, bij WWE af.

### Total Nonstop Action Wrestling

#### Debuut, titels en vertrek (2002-2007)

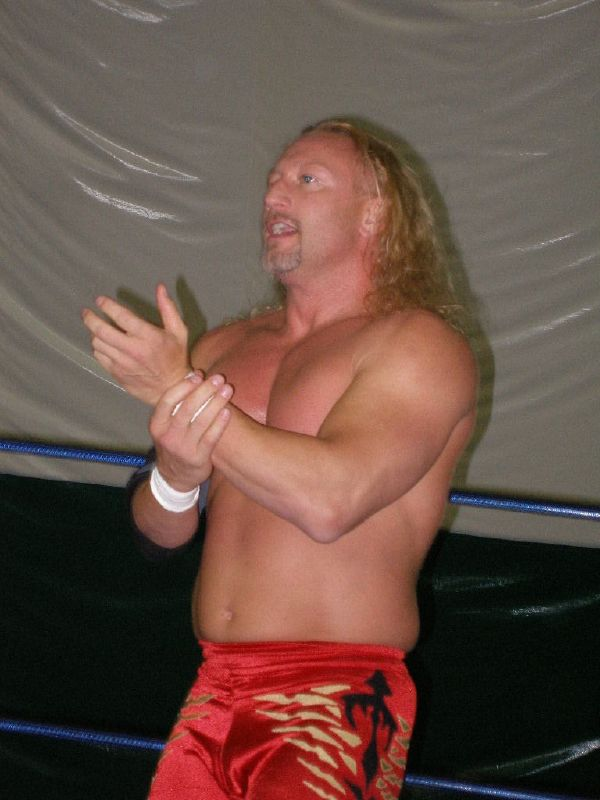
Lynn in 2007

In juni 2002 ging Lynn aan de slag bij Total Nonstop Action Wrestling (TNA). Al snel haalde Lynn zijn eerste TNA-titel binnen nadat hij de titelwedstrijd won van Low Ki voor het TNA X Division Championship. Op 9 oktober 2002 moest Lynn de titel vacant stellen omdat hij tijdens een evenement een blessure opliep. Op 6 november 2002 veroverde Lynn voor de tweede keer het X Division Championship door A.J. Styles te verslaan. Lynn behield de titel tot 11 december 2002 nadat Sonny Siaki de titelwedstrijd van hem won. Tussendoor won Lynn een keer het NWA World Tag Team Championship nadat hij samen met A.J. Styles de toernooifinale won voor de vacante titel.
Op 16 april 2003 won Lynn voor de tweede keer, nadat hij samen met The Amazing Red de titelwedstrijd won van Triple X (Christopher Daniels, Low Ki en Elix Skipper). Op 7 mei 2003 moesten Lynn en Amazing Red de titel weer afstaan aan Triple X. In februari 2004 liep Lynn diverse blessures op en was maandenlang inactief.
Op 10 juni 2005 keerde Lynn terug en moest het opnemen tegen Justin Credible op Hardcore Homecoming, een reünieshow die georganiseerd werd door ex-ECW'er Shane Douglas. Lynn bleef daar worstelen totdat hij, in augustus 2007, zijn ontslag aanvroeg en wegging bij de TNA.

#### Terugkeer (2010-2011 & 2013)
Op 5 augustus 2010 keerde Lynn terug naar TNA en kondigde aan dat hij het zou opnemen tegen Rob Van Dam op Hardcore Justice. Op 8 augustus 2010 maakte Lynn bekend dat hij een rugblessure had opgelopen en dat Sabu zijn plaats innam. Lynn bleef daar worstelen tot oktober 2011 en verscheen op Bound for Glory 2011 voor de laatste keer op TNA.
Als onderdeel van zijn pensioneringstournee, keerde Lynn eenmalig terug op 21 januari 2013 en verloor de No Disqualification match van Rob Van Dam.

### Ring of Honor (2008-2012)
In 2008 verscheen Lynn een aantal keer voor Ring of Honor om volwaardig lid te worden van hun ROH-rooster. Lynn verscheen op Ring of Honor, waar hij worstelde tegen ROH World Champion Nigel McGuinness, waarvan hij verloor. Op het ROH-evenement, Supercard of Honor IV, won Lynn de titelwedstrijd van Nigel McGuinness en veroverde het ROH World Championship. Op Manhattan Mayhem III moest Lynn de titel afstaan aan Austin Aries.
Op 16 december 2012 keerde hij eenmalig terug naar de ROH en in zijn laatste wedstrijd verloor Lynn van Mike Bennett.

## In het worstelen
- Finishers
  - Cradle piledriver
  - Tornado DDT - WWF

- Kenmerkende bewegingen
  - Alley Oop
  - Brainbuster
  - Bridging German suplex
  - Cross armbar – WCW
  - Diving crossbody
  - Gory special
  - Lariat
  - Moonsault
  - Over the shoulder back to belly piledriver
  - Rope hung guillotine leg drop
  - Running sitout powerbomb
  - Spike DDT
  - Springboard dropkick
  - Sunset flip powerbomb
  - TKO
  - Tilt-a-whirl backbreaker
  - Tilt-a-whirl headscissors takedown
  - Wheelbarrow facebuster

- Managers
  - Cyrus
  - James Mitchell
  - Amy Vitale

- Bijnamen
  - "Dynamic"
  - "The New F'n Show"

- Opkomstnummers
  - "El Cu Cuy" van Coal Chamber (ECW, 2000)
  - "Replica" van Fear Factory (ECW, 1997)
  - "Scapegoat" van Fear Factory (ECW, 2001)
  - "A Test of Faith" van Dividing Light (ROH)
  - "Trust (Instrumental)" van Megadeth (ECW, 1998)
  - "The Wonders at Your Feet" van Dark Tranquility

## Prestaties
- All American Wrestling
  - AAW Heavyweight Championship (1 keer)

- Anarchy Championship Wrestling
  - ACW-IWA Texas Heavyweight Championship (8 keer)
  - ACW-IWA Texas Tag Team Championship (19 keer: met Scot Summers)

- Continental Wrestling Association
  - CWA Heavyweight Championship (6 keer)

- East Coast Wrestling Association
  - ECWA Super 8 Tournament (2007)

- Extreme Championship Wrestling
  - ECW World Heavyweight Championship (1 keer)

- Gateway Championship Wrestling
  - GCW Heavyweight Championship (5 keer)

- Global Wrestling Federation
  - GWF Light Heavyweight Championship (1 keer)

- Hardcore Wrestling Association
  - HWA World Heavyweight Championship (4 keer)
  - HWA Championship (2 keer)

- Independent Wrestling Association East Coast
  - IWA East Coast Heavyweight Championship (5 keer)

- Independent Wrestling Association Mid-South
  - IWA Mid-South Heavyweight Championship (1 keer)

- International Wrestling Cartel
  - IWC Super Indy Championship (5 keer)
  - Super Indy Tournament (2008)

- Metroplex Wrestling
  - MPX Champion (1 keer)

- New Era Pro Wrestling
  - NEPW Triple Crown Championship (1 keer)

- New Wrestling Society
  - NWS World Championship (3 keer)

- New York Wrestling Connection
  - NYWC Heavyweight Championship (1 keer)
  - NYWC Interstate Championship (1 keer)

- Primos Hardcore & Wrestling
  - PH&W Tag Team Championship (1 keer: met Grimmy Jam)

- Pro Wrestling America
  - PWA Heavyweight Championship (5 keer)
  - PWA Light Heavyweight Championship (3 keer)
  - PWA Tag Team Championship (1 keer: met The Lightning Kid)

- Pro Wrestling Illustrated
  - PWI Comeback of the Year (2009)
  - PWI Most Improved Wrestler of the Year (1999)

- Ring of Honor
  - ROH World Championship (1 keer)

- Showtime Allstar Wrestling
  - SAW International Championship (1 keer)

- Suncoast Pro Wrestling
  - SPW Tag Team Championship (1 keer: met Brady Boone)

- Total Nonstop Action Wrestling
  - NWA World Tag Team Championship (2 keer; met A.J. Styles (1x) en Amazing Red (1x))
  - TNA X Division Championship (2 keer)
  - World X Cup (2004) – met Chris Sabin, Christopher Daniels en Elix Skipper

- United Wrestling Association
  - UWA Heavyweight Championship (1 keer)

- United States Wrestling Organization
  - USWO Television Championship (1 keer)

- West-Texas Wrestling Association/Amarillo Elite Wrestling
  - WWA Champion (1 keer)
  - AEW Massacre Champion (1 keer)
  - AEW Premier World Champion (1 keer)

- World Wrestling All-Stars
  - WWA International Cruiserweight Championship (1 keer)

- World Wrestling Federation
  - WWF Light Heavyweight Championship (1 keer)